# كوب (هولندا)
كوب هي سلسلة متاجر هولندية للسوبرماركت والهايبرماركت تأسست سنة 1865م بزاندام.